# Muhammad III av Córdoba
Muhammad III, död 1025, var umayyadisk kalif av Córdoba 1023-1024.

Muhammad III efterträdde Abd ar-Rahman V och följdes av Hisham III. Han var far till Wallada bint al-Mustakfi.